# Evropané

Evropan je osoba, která je obyvatelem Evropy. Mezi Evropany převažuje europoidní rasa. Evropské obyvatelstvo je však národnostně i jazykově roztříštěno. Jazykově jsou Evropané rozděleni do několika jazykových skupin. Nejpočetnější je indoevropská jazyková skupina. Dnes se některé evropské státy a tím i jejich obyvatelé sdružují v politické a ekonomické unii, kterou nazývají Evropská unie, jež se postupně rozšiřuje o další členské státy, jiné naopak ztratila. Evropané patřili k prvním, kteří začali objevovat další kontinenty a další obyvatele ostatních kontinentů. Osobní či skupinová sounáležitost s Evropou se také někdy označuje jako evropanství.
Podle genetických analýz DNA mají všichni Evropané společné předky, jednotlivé národy se ale liší mírou vzájemné příbuznosti.